# الفعل الممتد
الفعل الممتد، هوعبارة عن مسند معقد يتكون من فعل خفيف وسنون مبدعة. مثال على ذلك العبارة الإنجليزية «أخذ قضمة من»، وهي تشبه لفظ بسيط مثل «قضمة». وقد استخدم هذا المفهوم في دراسات اللغتين الألمانية والإنكليزية.
ومن الأسماء الأخرى للفعل الممدّد «الفعل المدعوم» و«المسند الموسع» و«العبارة الإسمية للفاقد» و«مزيج الفعل المخفي». وقد تفرض بعض التعاريف قيودا أخرى على البناء: تقييد الفعل الخفيف على أحد القوائم الثابتة؛ وتقييد تكرار المقالات أو الادعاءات أو الإعلانات في إطار العبارة المعقدة؛ أن يكون اسم المبسط مطابقاً أو مشابطاً بفعل بسيط مرادف، أو على الأقل يتطلب أن يكون الفعل الممدد مرادفاً للفعل البسيط.
في اللغة الإنجليزية، العديد من الأفعال الممدودة الأكثر شيوعاً على سبيل المثال «تخلص[xمنY]» مقارنة بفعل «تخلص [Y من X]»؛ أو «قدم (واحد) التعازي [إلى X]» مقابل «condole[مع X]». الاستخدام U 84 صحيح للأفعال الممدودة هو صعب على طلاب EFL مثل الأنواع الأخرى من الاستدعاء.